# Çarşaf
Çarşaf (en turco otomano: چارشاف‎), también escrito como charshaf, es una prenda sencilla y holgada de origen turco. Es esencialmente un vestido tipo bata. Es una especie de fusión entre un velo  y una abaya, que puede hacer tanto de  niqab como de chador. Carşaf significa, literalmente,  "sábana".

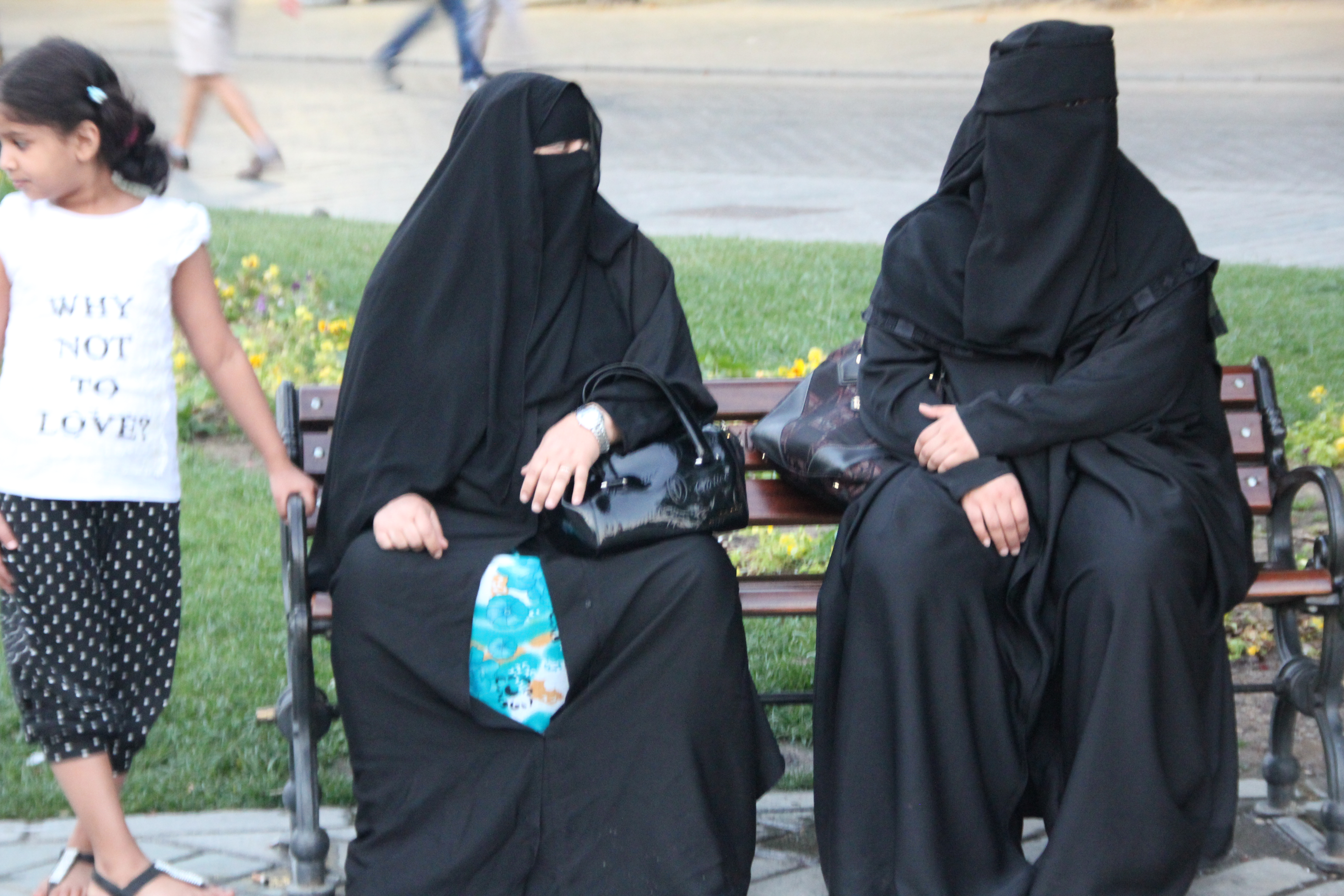
Mujeres sentadas cubriéndose el rostro con un çarşaf en Turquía.

El çarşaf suele ser negro. Generalmente, aunque no siempre, cubre la parte inferior de la cara, mientras que la tela se mantiene unida mediante un alfiler colocado debajo de la nariz. En ocasiones, la parte de la tela que cubre la parte inferior de la cara se sujeta con alfileres lateralmente. A diferencia del chador, el çarşaf suele constar de dos partes; una parte superior que cuelga hasta la cintura y una parte inferior que se corta como una falda ancha hasta el suelo.

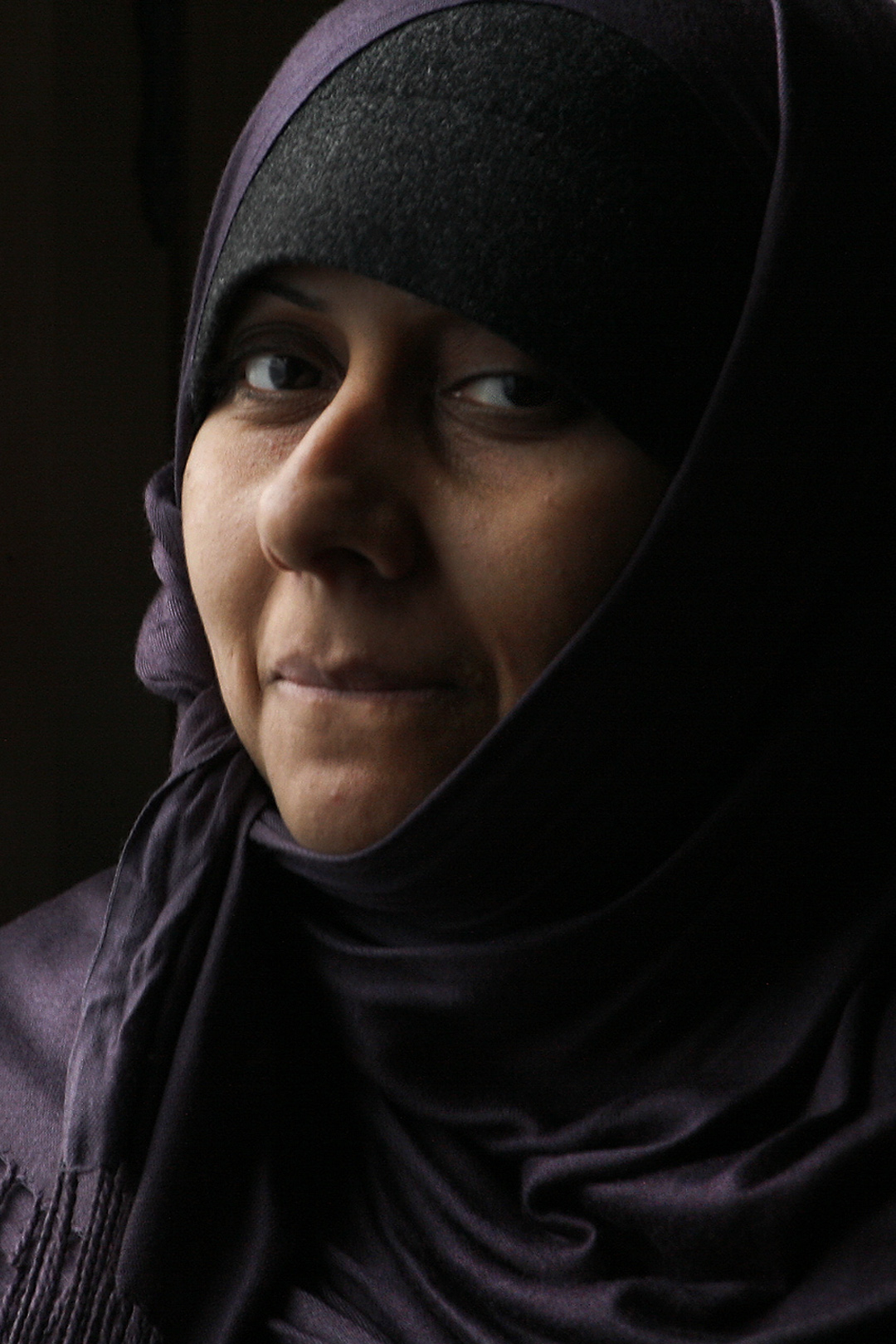
Mujer con un çarşaf en Turquía.

El çarşaf, en lugar de ser una forma de vestimenta islámica tradicional, se volvió común por primera vez a finales del siglo XIX, durante el reinado de Abdulhamid II (1876-1908), como una forma de rechazo a las influencias occidentales. A partir de entonces, siguió utilizándose, predominantemente en zonas remotas del antiguo Imperio Otomano como Yemen, donde aún hoy está muy extendido.
Según una investigación de 2012 (N/I, N/A 6%), menos del 2% de las mujeres en Turquía lo usaba y el 5% en Irak. Según otra encuesta, sólo el 0,1% de las mujeres turcas llevaban el çarşaf en 2012.
Sin embargo, las mujeres lo utilizan para la oración. Similar al uso de mukena en las regiones musulmanas del Archipiélago malayo.